# Hrastnik
Hrastnik là một khu tự quản (tiếng Slovenia: občine, số ít – občina) trong vùng Zasavska của Slovenia. Hrastnik có diện tích 58.6 km2, dân số là theo điều tra ngày 31 tháng 3 năm 2002 là 10121 người. Thủ phủ khu tự quản Hrastnik đóng tại Hrastnik.